# Штефанов, Александр Андреевич
Алекса́ндр Андре́евич Штефа́нов (род. 21 мая 1999, Москва, Россия) — российский блогер, ютубер и журналист, автор видео на исторические и политические темы.
Первую известность получил в TikTok, где в основном занимался разоблачением исторических мифов. После начала вторжения России на Украину в основном стал выпускать материалы, связанные с данным конфликтом. Автор ряда документальных фильмов, наибольшую известность из них получила «Обыкновенная денацификация». Участник ряда дебатов на историческую и околополитическую тематику. Лауреат журналистской премии «Редколлегия» (2024).

## Биография
Родился 21 мая 1999 года в Москве. После развода родителей вместе с матерью уехал в Витебск, где и провёл детство. Закончив школу, вернулся в Москву к отцу.
Ещё во время учёбы в школе увлёкся историей, участвовал в олимпиадах. За олимпиадников школы в Беларуси получали дополнительное финансирование, поэтому руководство школы было заинтересовано в том, чтобы поощрять его. Позднее сам Штефанов вспоминал: «У меня были месяцы, когда я пять дней в неделю по пять часов просто читал исторические книги в школьной библиотеке. Ещё мы ездили в архивы, нас спокойно с уроков отпускали в архивы просто съездить поработать», также во время учёбы в школе администрировал паблик ВКонтакте «Масонская Ложа „Кайзер и Аллах“», в котором выкладывались исторические мемы и прочий развлекательный контент на историческую тематику.
С 2018 года ведёт YouTube-канал (ранее называвшийся Chamade), где выкладывал видео преимущественно на историческую тематику (например, о событиях Великой французской революции и Второй мировой войны), включая связанную с поточным моментом (к примеру, об экономическом неолиберализме путинской политики).
В 2020—2022 годах активно вёл аккаунт в TikTok на исторические темы.
Обучался на историческом факультете Московского городского педагогического университета. После вторжения России на Украину занялся антивоенной деятельностью и ушёл в академический отпуск. По его заявлениям, студсовет не дал бы ему другого выхода.

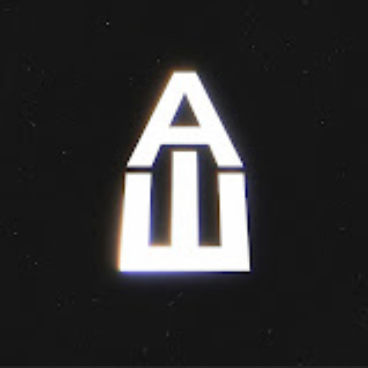
Логотип Youtube-канала Александра Штефанова

В феврале 2023 года выпустил документальный фильм «Обыкновенная денацификация», рассказывающий о жизни на оккупированных территориях Украины. После этого сторонники войны начали призывать массово писать на него доносы. Штефанов сообщал, что «очень не хочет бежать из страны, поэтому оттягивает этот момент, насколько может».
В июне 2023 года был задержан в Белгородской области во время съёмок материала о гуманитарной помощи жителям Шебекино для видеоролика «Москва-Белгород-Мариуполь. 16-й месяц войны», но был отпущен.
25 августа 2023 года Министерством юстиции России внесён в список физических лиц «иностранных агентов». В октябре 2023 года суд отказался его исключать из реестра. В марте 2024 года на него составили протокол по обвинению в отсутствии маркировки «иностранного агента».
В январе 2024 года выпустил документальный фильм «Предыстория войны. Рождение „народных республик“».
В феврале 2024 года вышло интервью Юрию Дудю «Штефанов — новая звезда политического ютуба». Вскоре Штефанов покинул Россию, как он поясняет, «после новой посадки Кагарлицкого, убийства Навального и вышедшего интервью».
В 2024 году был номинантом в рейтинге «30 до 30» в номинации «Новые медиа» от журнала Forbes.

### Конфликты
В июле 2023 года Штефанов выпустил документальный фильм «Москва — Белгород — Мариуполь. 16-й месяц войны». В нём он, в частности, упомянул об арестованном властями ДНР жителе Мариуполя Охременко Алексее Алексеевиче. Единственным основанием для ареста стала срочная служба Охременко в ВСУ за 7 лет до этого. После публикации фильма Штефанов получил угрозы от властей ДНР и общественного деятеля, известного рядом доносов на оппозиционные медиа, Александра Ионова. В ответ Штефанов подал заявление в Генпрокуратуру и Следственный комитет, в которых потребовал расследовать похищения людей в ДНР.
В ноябре 2022 года Штефанов сообщил, что на него написали заявление в Следственный комитет за «реабилитацию нацизма». По мнению Штефанова, донос на него написал блогер Стас «Ай, Как Просто!». В свою очередь, в середине 2023 года Васильев заявил, что в отношении него по заявлению Штефанова проводится проверка по делу об оправдании терроризма, позднее сам Штефанов признал, что подал к Васильеву иск о защите чести и достоинства, и у них, по словам Штефанова, «идёт суд».
Telegram-канал «Осторожно, новости» без ссылки на источники сообщал о проверке Штефанова по статье о «дискредитации армии» в связи с фильмом «Обыкновенная денацификация». В феврале 2024 года Штефанов сообщил, что покинул Россию.

#### Обвинение в насилии
В ноябре 2024 года стримерша, известная как Мира, сообщила в своём аккаунте в «Твиттере», что в 2021 году Штефанов изнасиловал и избил её. По словам девушки, блогер принуждал её к сексу без презерватива, а когда получил отказ, начал бить её и подверг сексуальному насилию. Согласно публичным заявлениям Миры, Штефанов также «плевал в неё, ставил ей ноги на лицо и давал пощёчины», а после сказал: «Жаль, что нельзя отрезать тебе уши и изуродовать лицо». Впоследствии, как утверждала девушка, Штефанов продолжил её преследовать. Одновременно стало известно, что в 2019 году Штефанов был признан Бутырским районным судом Москвы виновным в нанесении побоев собственной матери и оштрафован на пять тысяч рублей. Сам Штефанов все обвинения отрицал и заявил, что никогда не применял физическое насилие по отношению к девушкам, а также назвал обвинившую его в изнасиловании девушку «не очень здоровой».

## «Обыкновенная денацификация»
Документальный фильм «Обыкновенная денацификация» был выпущен Штефановым в феврале 2023 года. Его название — аллюзия на документальный фильм Михаила Ромма «Обыкновенный фашизм». Фильм рассказывает о жизни на оккупированных территориях Донецкой области Украины.
Фильм снят на собственные деньги Штефанова. Для его съёмок Штефанов отправился в Донецк и Мариуполь как волонтёр в рамках гуманитарной миссии российского центра «Общество.Будущее». Основу фильма составляют интервью Штефанова с местными жителями (многие сняты со спины для их безопасности), а также документальные кадры.
В начале фильма имеется сцена, в которой волонтёров предупреждают, что нельзя есть или пить то, что предложат местные: «Существует риск того, что вы будете отравлены». Российско-украинский продюсер Александр Роднянский пишет, что Штефанов «задаётся риторическим вопросом — за что местные жители могут отравить приехавших россиян — и отвечает на него», и что фильм является «попыткой честно разобраться: не выступить представителем „точки зрения“, а задать вопросы и выслушать ответы».
Главным достоинством фильма Роднянский называет «авторскую интонацию, ироничную и внимательную» и описывает фильм как «честный диалог, который ведёт автор, полагающий войну преступным безумием». В то же время он замечает, что «у украинских зрителей могут возникнуть вопросы к фильму, ведь автор не пытается нравиться украинцам, он обращается к своим соотечественникам».
Русская служба Радио «Свобода» пишет, что «фильм состоит из множества небольших, но жутких деталей. Например, один из героев фильма называет подвалы, в которых в „ДНР“ мучают и пытают людей, диминутивом „подвальчик“».

## Фильмография
Ниже перечислены снятые Александром Штефановым документальные фильмы (выделены полужирным) и иные полнометражные исторические и политические видеоролики.
| Дата выхода      | Название                                                              | Длит., мин. | Просмотры, тыс. (Май 2025) |
| ---------------- | --------------------------------------------------------------------- | ----------- | -------------------------- |
| 10 сентября 2022 | Бандера и ОУН без мифов и пропаганды                                  | 83          | 762                        |
| 30 декабря 2022  | Немцы против Гитлера. Фюрера в больницу? Остановить войну?            | 134         | 354                        |
| 28 января 2023   | Евромайдан без мифов и пропаганды                                     | 74          | 2546                       |
| 24 февраля 2023  | Обыкновенная денацификация                                            | 225         | 2102                       |
| 17 мая 2023      | Разбираемся в истории Украины, Югославии и СВО                        | 86          | 466                        |
| 21 мая 2023      | «Крымская весна». Чей был и будет Крым?                               | 118         | 790                        |
| 29 июня 2023     | Коллапс развитого путинизма. Почему это стало возможным?              | 68          | 1005                       |
| 2 июля 2023      | Война с Украиной: причины, ход, результаты. Взгляд из России          | 73          | 1354                       |
| 16 июля 2023     | Москва-Белгород-Мариуполь. 16-й месяц войны                           | 51          | 344                        |
| 1 октября 2023   | Самый массовый расстрел офицеров во Второй Мировой                    | 59          | 793                        |
| 19 октября 2023  | Каким был русский мир все эти 8 лет. Почему он проиграл?              | 54          | 582                        |
| 7 декабря 2023   | Что ждёт Россию после войны? Возможна ли победа? Какие есть сценарии? | 57          | 798                        |
| 24 января 2024   | Предыстория войны. Рождение «народных республик»                      | 149         | 896                        |
| 29 февраля 2024  | Хроника 8 лет переговоров России и Украины                            | 140         | 1890                       |
| 13 марта 2024    | Как прошёл последний срок Путина?                                     | 59          | 1739                       |
| 26 апреля 2024   | Хроника страшнейшей аварии в истории человечества                     | 93          | 7040                       |
| 30 июня 2024     | Геополитика. История одной «науки»                                    | 44          | 632                        |
| 14 июля 2024     | Крах Югославии: начало                                                | 48          | 460                        |
| 30 мая 2025      | Война в Хорватии. Ад по среди Европы                                  | 71          | 114                        |

## Политические взгляды
Александр Штефанов идентифицирует свои политические взгляды как социалистические и демократические (социал-демократические), но не марксистские. Он выступает против вторжения России на Украину и против политики президента Владимира Путина. При этом выступает против безоговорочной передачи Республики Крым и выплат репараций Украине.

## Награды
В январе 2024 года получил журналистскую премию «Редколлегия» за документальный фильм «Предыстория войны. Рождение „народных республик“».